# Белянкин, Юрий Николаевич
Юрий Николаевич Беля́нкин (24 апреля 1938 — 1993) — советский кинорежиссёр и кинооператор.Гений задохнулся от угарных газов в своей квартире, что неподалёку от Курского вокзала, во время пожара.

## Биография
Родился 24 апреля 1938 года в Москве. В 1960 году окончил ВГИК. Работал на ЦСДФ и ЦТ.

## Фильмография
- 1959 — Утро нашего города
- 1963 — Вечный огонь
- 1965 — Выставка. Сергей Конёнков (режиссер-оператор и сценарист)
- 1966 — Художник
- 1967 — Товарищи потомки (режиссёр-оператор и сценарист)
- 1969 — Бортовой 812
- 1972 — Один час с Леонидом Леоновым (выпуск 1986)
- 1974 — Композитор Свиридов (режиссёр и сценарист)
- 1975 — Дмитрий Шостакович
- 1977 — Жили-были... (режиссёр и сценарист)
- 1978 — Слово о Льве Толстом  (сценарий совместно с В. Б. Шкловским)
- 1979 — Композитор Шостакович
- 1980 — Композитор Отар Тактакишвили
- 1981 — Скульптор Михаил Аникушин (режиссер-оператор и сценарист)
- 1982 — Рерих (режиссёр-оператор и сценарист)
- 1984 — Воскреси — своё дожить хочу!; Владимир Маяковский
- 1986 — Я не утратил прежний свет... А. Блок» (режиссёр-оператор и сценарист)
- 1988 — Голубое око Сибири

## Награды и премии
- Государственная премия РСФСР имени братьев Васильевых (1986) — за телевизионные документальные фильмы «Воскреси — своё дожить хочу!», «Владимир Маяковский», «Композитор Шостакович», «Один час с Леонидом Леоновым» производства ТО
- заслуженный деятель искусств РСФСР (19.2.1990).